# Georg Sporschill

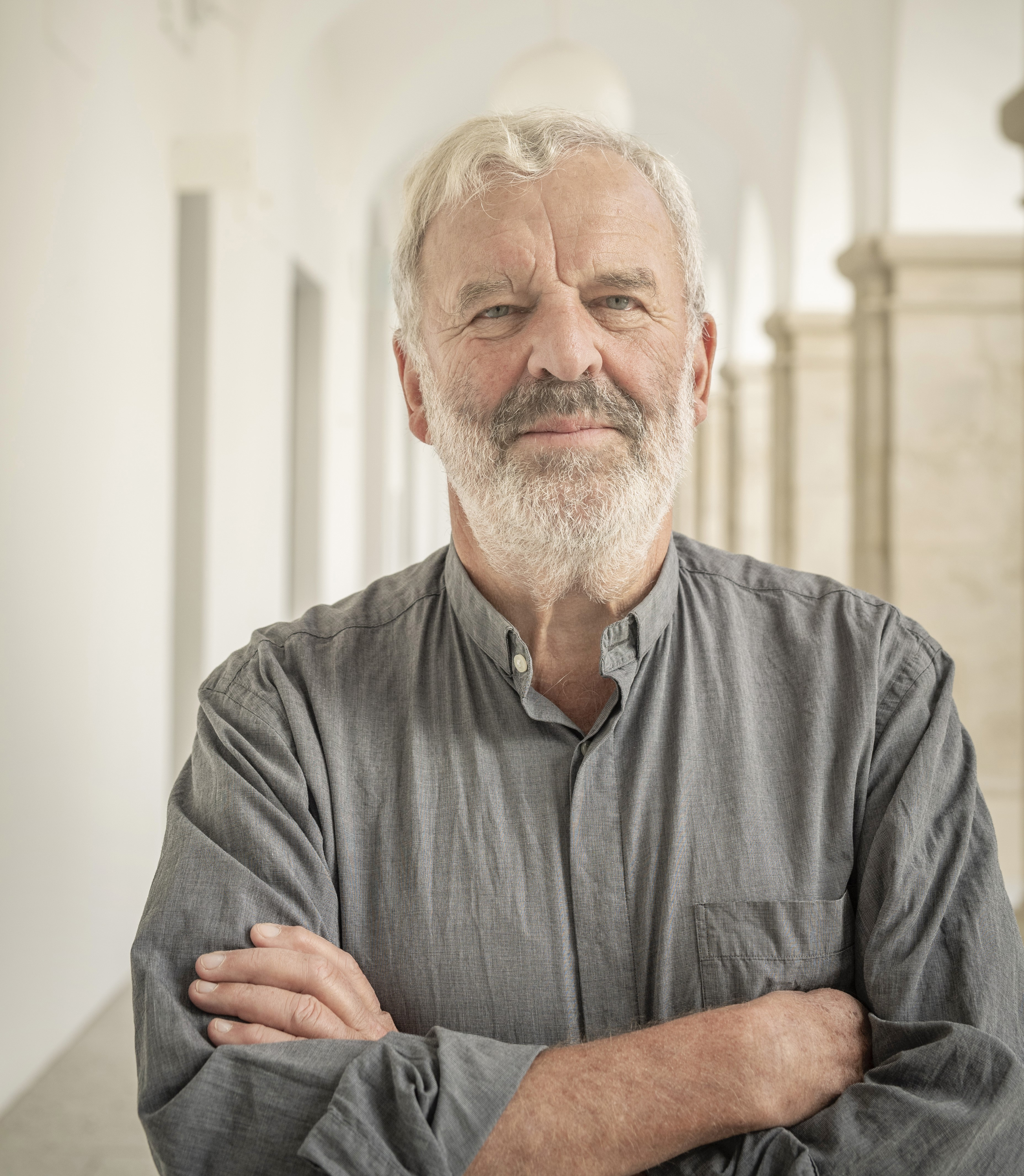
Georg Sporschill (2022)

Georg Sporschill SJ (* 26. Juli 1946 in Feldkirch, Vorarlberg) ist ein österreichischer Jesuit und Sozialseelsorger.

## Leben
Georg Sporschill wurde als fünftes von neun Geschwistern in Feldkirch geboren. Sein Vater Robert war ein Bauingenieur, seine Mutter Aloisia Hausfrau.
Nach der Matura am humanistischen Gymnasium Feldkirch studierte Georg Sporschill an den Universitäten in Innsbruck und Paris Theologie, Pädagogik und Psychologie. Anschließend war er als Assistent von Ernst Tewes, Bischofsvikar für die Region München in der Erzdiözese München und Freising, tätig, dann Referent für Erwachsenenbildung im Amt der Vorarlberger Landesregierung. 1976 trat er mit 30 Jahren in den Jesuitenorden ein und empfing zwei Jahre später in Wien die Priesterweihe.
Daneben leitete er in dieser Zeit die Redaktion der Zeitschrift Entschluß. In der Wiener Pfarre Lainz setzte er sich vor allem für die Jugend ein. Ab 1980 galt sein Engagement strafentlassenen, drogensüchtigen und obdachlosen Jugendlichen in Wien. Er wohnte mit ihnen unter einem Dach. Pater Georg Sporschill baute im Rahmen der Caritas Jugend- und Obdachlosenhäuser auf, er gründete den „Canisibus“ mit Suppe für die Menschen auf der Straße und das Wiener Innenstadtlokal „Inigo“, das Langzeitarbeitslosen Arbeit und Selbstbewusstsein verschafft.
Im Auftrag des Jesuitenordens ging Pater Sporschill SJ 1991 nach Bukarest, um dort rumänischen Straßenkindern zu helfen. In einer schwierigen Zeit und gegen viele Widerstände im Postkommunismus holte er tausende Kinder von der Straße und aus den Kanälen Bukarests. Gemeinsam mit Ruth Zenkert gründete er Kinderhäuser, Sozialzentren, Lehrwerkstätten, Musikschulen und soziale Wohngemeinschaften in Bukarest und Umgebung. Eine aufgelassene Kolchose in Aricesti bauten sie 1992 zur „Farm für Kinder“ um, die zu einem großen Kinderzentrum heranwuchs. 2002 eröffneten sie weitere Kinderheime in Ploiești, die „Stadt der Kinder“. 2008 bildete auch in Bulgarien das Sozialzentrum „Sveti Konstantin“ eine erste Anlaufstelle für Kinder und Jugendliche von der Straße. 2004 wurde in der Republik Moldau eine „Stadt der Kinder“ eröffnet und es wurden Suppenküchen für alte Menschen gegründet. Das von Georg Sporschill ins Leben gerufene Projekt CONCORDIA ist damit in drei Ländern zum Modell für Sozialarbeit geworden. 2013 wurde die Organisation mit 600 Mitarbeitern an die Nachfolger übergeben. Sie steht heute auf eigenen Füßen.
Heute lebt Georg Sporschill in Gemeinschaft mit den Ärmsten für sein Werk ELIJAH. „Wir gehen dorthin, wo die Not am größten ist.“ Dieses Wort des Heiligen Ignatius hat Pater Sporschill 2011 in siebenbürgische Dörfer in der Nähe von Hermannstadt geführt. 2012 gründete er dort gemeinsam mit Ruth Zenkert den Verein ELIJAH, um Roma-Familien in Siebenbürgen zu helfen, die dort in Armut leben. Musikschulen, Sozialzentren, Häuser für Familien und ein Schülerwohnheim mit Startwohnungen helfen Kindern und ihren Eltern aus ihrer Situation auszubrechen. Seit 2022 betreut der Verein ELIJAH in Bukarest Obdachlose am Nordbahnhof und richtete ein Tageszentrum ein. Somit ist der Verein mittlerweile in sechs Orten mit 80 rumänischen Mitarbeitern tätig.
Seit mehr als 30 Jahren lebt und arbeitet Georg Sporschill in Rumänien. Seine Gründungen haben Bestand.
Georg Sporschill ist Gründer einer Bibelschule in Wien. An der Universität Udine erhielt er 2019 das Ehrendoktorat für seinen Einsatz für Straßenkinder und sozial benachteiligte Menschen.

## Auszeichnungen
- 1991: Silbernes Ehrenzeichen für Verdienste um das Land Wien
- 1993: Bruno-Kreisky-Preis für Verdienste um die Menschenrechte
- 1994: Kardinal-König-Preis
- 1994: Toni-Russ-Preis
- 1998: Hans-Czermak-Sonderpreis der Dr.-Karl-Renner-Stiftung
- 1999: Goldenes Ehrenzeichen für Verdienste um die Republik Österreich
- 1999: Kiwanis Ehrenpreis
- 2002: United Nations Vienna Civil Society Award
- 2002: Montfortorden des Landes Vorarlberg
- 2002: Ordinul National Serviciul Credincios der Republik Rumänien
- 2004: Österreicher des Jahres in der Sparte Humanität, das Preisgeld wurde unter Georg Sporschill und vier weiteren Nominierten aufgeteilt
- 2004: Albert-Schweitzer-Preis
- 2005: Felix-Ermacora-Menschenrechtspreis
- 2005: Ehrendoktorat der Theologie der Universität Innsbruck[9]
- 2006: Großes Ehrenzeichen für Verdienste um die Republik Österreich
- 2007: Ordinul de Onoare der Republik Moldau
- 2008: Essl Social Prize
- 2009: Ehrendoktorat der Webster University[10]
- 2013: Europäische Friedensrose Waldhausen[11]
- 2014: Viktor-Frankl-Preis der Stadt Wien
- 2014: Preis der Völkerverständigung
- 2019: Ehrendoktorat der Universität Udine[12]
- 2024: Martin-Buber-Plakette[13]

## Publikationen
- (Hrsg.), mit Gilbert Niggl (Mitarbeit): Wie heute beten. Ein Arbeitsbuch für die Erwachsenenbildung. (= Reihe Information und Bildung), Stuttgart 1973, ISBN 3-460-20021-9.
- (Mitarbeit), Rupert Feneberg (Einleitung), Marianne Fichten (Beitrag), Fritz Fischer (Beitrag): Glückliche Kinder? Gemeindeseminar zu Fragen der Kindererziehung. (= Modelle und Materialien für die Erwachsenenbildung in der Gemeinde, Band 2) Freiburg i. Br. 1973, ISBN 3-419-53861-8.
- (Hrsg.), Rupert Feneberg (Mitarbeit): Wie heute beichten. Konkrete Schritte zu einer neuen, sinnvollen Praxis. Freiburg im Breisgau, Basel, Wien 1974, 3. Auflage 1974, 4. Auflage 1976, 5. Auflage 1977, ISBN 3-451-17071-X.
- mit Wolfgang Feneberg: Religiöse Jugendarbeit. Werkbuch für Gruppenleiter. Freiburg im Breisgau, Basel, Wien 1983, ISBN 3-451-19666-2.
- (Hrsg.), Karl Rahner (Autor): Bekenntnisse. Rückblick auf 80 Jahre, Wien, München 1984, ISBN 3-7008-0258-7.
- (Hrsg.), Karl Rahner (Autor): Karl Rahner – Horizonte der Religiosität. Kleine Aufsätze. (= Edition Entschluss, Band 2), Wien, München 1984, ISBN 978-3-7008-0276-1.
- (Hrsg.): Der verbrannte Dornbusch. Lebensveränderung und neue Gotteserfahrung (= Edition Entschluss, Band 2), Wien, München 1984, ISBN 3-7008-0275-7.
- (Hrsg.), Der Weg des Paulus. Apostel der Heiden (= Edition Entschluss, Band 3), Wien, München 1985, ISBN 3-7008-0291-9.
- (Hrsg.), Rupert Feneberg (Mitarbeit), Karl Rahner (Beitrag), Wie heute beichten, 6. Auflage, Neuausgabe, Freiburg im Breisgau, Basel, Wien 1986, ISBN 3-451-20828-8.
- (Hrsg.), Verstehst Du mein Problem? Pater Georg Sporschill antwortet jungen Menschen (= Veröffentlichungen des Ludwig-Boltzmann-Institutes für Präventiv- und Rhabilitationspsychologie im Jugendalter, Wien), Freiburg im Breisgau, Basel, Wien 1988, ISBN 3-451-21095-9.
- Die zweite Meile. Ein Leben mit Hoffnungskindern, Wien 2006, ISBN 3-8000-7211-4 und ISBN 978-3-8000-7211-8.
- mit Wolfgang Feneberg (Autor), Peter Mitterbauer (Vorwort), Nora Schoeller (Photographien): Wie dem Adler wird dir die Jugend erneuert. Wege zum spirituellen Training. Wien 2006, ISBN 978-3-8000-7275-0.
- mit Wolfgang Feneberg: Du führst mich hinaus ins Weite. Wege zum spirituellen Training. Ueberreuter, Wien 2008, ISBN 978-3-8000-7362-7.
- mit Carlo Maria Martini, Jerusalemer Nachtgespräche. Über das Risiko des Glaubens, Freiburg im Breisgau, Herder 2008, ISBN 978-3-451-05979-7.
- (Hrsg.), Gudrun Biffl (Autorin): Kinderarmut und Ausgrenzung in Europa – Beispiel Österreich und Donauraum. (= Institut für den Donauraum und Mitteleuropa (IDM) (Hrsg.), Der Donauraum, Band 2), Wien 2010.

- mit Dominik Markl (Hg.): Elijah und seine Raben Wien 2016, ISBN 978-3-99050-029-3
- mit Ruth Zenkert: Mit Feuer vom Himmel: Neue Geschichten von Elijah und seinen Raben Wien 2019, ISBN 978-3-99050-170-2
- Gertraud Putz (Hg.): Vorbilder mit und ohne Heiligenschein: Kalenderbuch und Nachschlagewerk, 2019, ISBN 978-3-7025-0957-6
- Alfred Fogarassy (Hg.): Moise mein Freund. Mit Texten von Florin Moise, Ruth Zenkert, Pater Georg Sporschill SJ, Erzbischof em. Ioan Robu. Wien 2024, ISBN 978-3-99153-119-7

### Zeitungsartikel (Auswahl)
- Schauen, hören, riechen, kosten, tasten. Die Höllenbetrachtung in den Exerzitien, in: Entschluß, Jahrgang 39, 1984, Heft 2, Seite 30–33.
- Klartext vor dem Tod. Zum Tod von Erzbischof Carlo Maria Martini. In: Christ & Welt, Ausgabe 37, 2012.[14]
- Sozialarbeit seit zwei Jahrzehnten. In: Die Furche. 20. Dezember 2012
- Wer ein Kind rettet, rettet die ganze Welt. In: Die Furche. 21. Juli 2016
- Gehen mit P. Georg Sporschill SJ (PDF; 1,5 MB). In: Freizeit für daheim, Kurier. 16. Januar 2021. Von: Christian Seiler.
- An Corona gewachsen. In: Vorarlberger Nachrichten. 21. April 2021. Von: Mag. Johannes Huber
- Jesuit Sporschill wird 75: „Die Neugier hat mir immer geholfen“. In: Kathpress. 7. Juli 2021
- Ostergespräch mit einem Jesuitenpater: Sozialarbeit bedeutet volles Risiko – wenn es nicht riskant ist, ist es nichts. In: Tagesanzeiger, Zürich, 15. April 2022. Von: Christian Seiler
- Ionemeu: Helfen ist die Reaktion eines gesunden Menschen, der die Not berührt. In: Melchior Magazin, November 2022. Von: Magdalena Hegglin
- Handwerker der Nächstenliebe. In: Servus Magazin, Jänner 2023. Von: Markus Honsig
- „Ich missioniere nicht, die Roma missionieren mich“. Georg Sporschill im Gespräch mit Rudi Schroeder. In: Aachener Zeitung, 20. November 2024.

## Sendungen
- ORF-Interview, Ende 2006
- Sendereihe Lebenskunst: Erfüllte Zeit; am 31. Juli 2016 zum Thema: Erfahrungen und Überzeugungen von Georg Sporschill. Von: Maria Harmer
- Pater Georg Sporschill in „Frühstück bei mir“ mit Claudia Stöckl, 12. Dezember 2021, Radiosender Ö3